# Rōnin

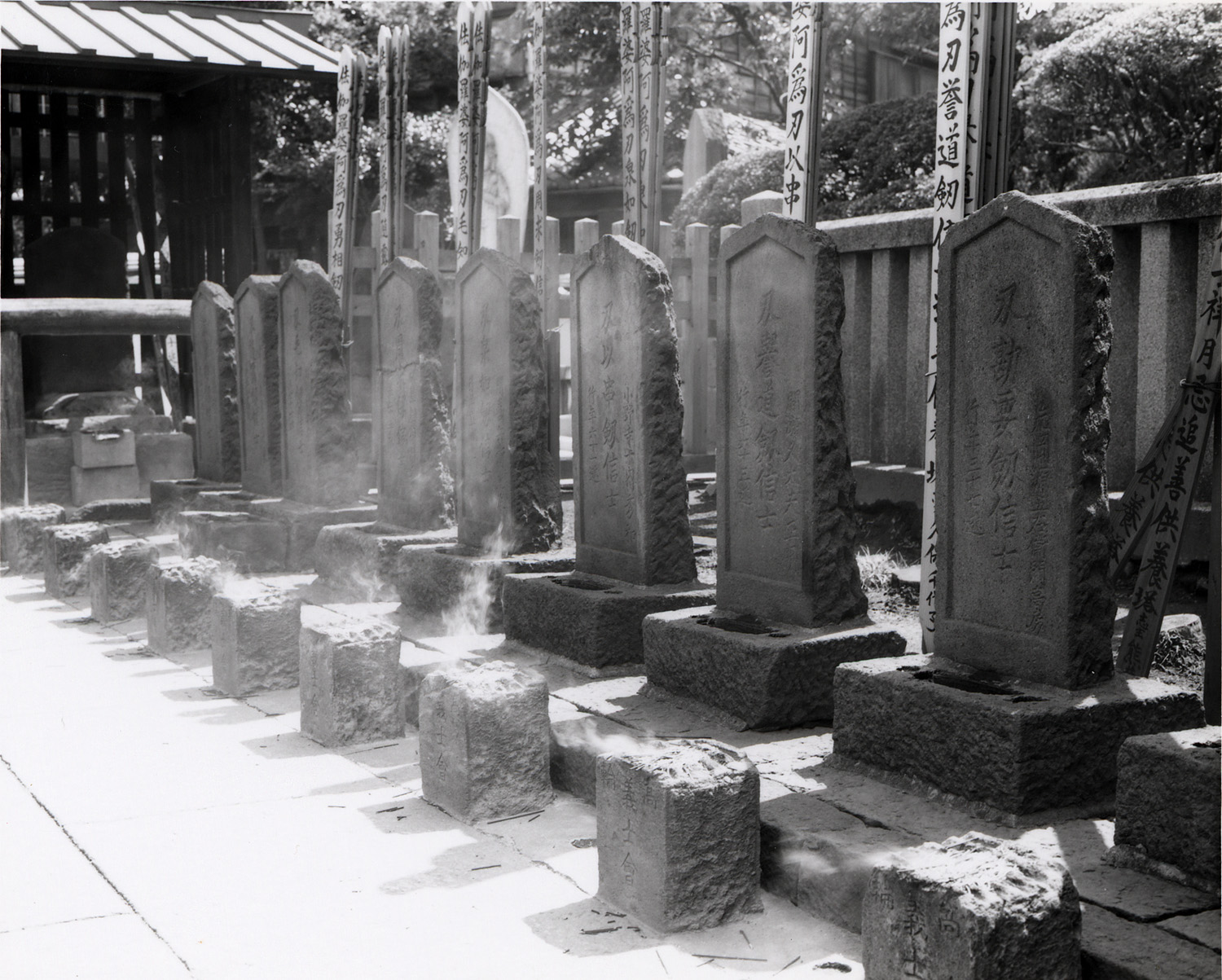
Sengaku-ji (泉岳寺) – Grabsteine der 47 Rōnin

Rōnin (japanisch 浪人, literarisch „Wellenmann“, sinngemäß „umherwandernde Person“ oder 牢人, auch Rōshi 浪士, „umherwandernder Herr, Krieger bzw. Samurai“) sind herrenlose japanische Samurais während der Feudalzeit von 1185 bis 1868. Ein Samurai konnte herrenlos werden, wenn sein Herr starb, vom Shōgunat seines Amtes enthoben wurde oder wenn er bei seinem Herrn in Ungnade fiel und verstoßen wurde. Der Begriff selbst stammt aus der Nara- und Heian-Zeit, in der er noch für Leibeigene (牢人 ‚Gefangener, Häftling‘) gebraucht wurde, die geflohen oder vertrieben worden waren.

## Geschichte und Eigenschaften
In der Edo-Zeit nahm die Zahl der Rōnin aufgrund des starren Ständesystems Shinōkōshō und der strengen Gesetze immer mehr zu. In den früheren Zeiten konnten Samurai ihren Herren wechseln, einen anderen Beruf ergreifen oder Angehörige anderer Stände heiraten. In der Edo-Zeit hingegen war das den Samurai verboten und sie konnten sich nur dann einem anderen Herrn anschließen, wenn ihr früherer Herr ihnen das erlaubt hatte. In der japanischen Kultur wurden die Rōnin als ehrlos angesehen und waren Ziel von Hohn und Satire. Ihr Ehrenkodex verlangte von den Samurai, Seppuku (die rituelle Selbsttötung) zu begehen, wenn sie ihren Herrn verloren oder sonst ein Leben in Schande führten.
Oft war ein Rōnin an seiner Frisur zu erkennen. Im Gegensatz zu einem Samurai trug er die Haare nicht streng gelegt bzw. rasierte sich nicht die Stirn (Chonmage).
Einer der berühmtesten Rōnin war Miyamoto Musashi, ein berühmter Schwertkämpfer. Er schrieb Das Buch der fünf Ringe.
Der Rōnin Iwasaki Yatarō legte 1873 den Grundstein für das Handels- und Firmenimperium Mitsubishi.

## Rōnin als Metapher
Der Begriff Rōnin wird im modernen Japan auch für junge Leute benutzt, die die Zulassungsprüfung für die Universität oder die Oberschule nicht bestanden haben und sich daraufhin ein Jahr lang erneut auf die Prüfungen vorbereiten und währenddessen lernen und nebenbei arbeiten. Der offizielle Begriff lautet kanendosei (過年度生). Das liegt wahrscheinlich an der Analogie, dass sie keine Schule haben, die sie besuchen können, wie der Rōnin keinen Herren hat, dem er dienen kann.

## Film
Der 1998 mit Robert De Niro und Jean Reno in den Hauptrollen gedrehte Film Ronin bezieht den Begriff auf ehemalige Geheimagenten, beziehungsweise Söldner, die mit den hier beschriebenen herrenlosen Samurai gleichgesetzt werden.
Weitere Filme wurden unter dem Titel 47 Rōnin gedreht.
In Mein Wille sei dein Wille, der 17. Episode der 3. Staffel der Serie Akte X – Die unheimlichen Fälle des FBI verfolgen Fox Mulder und Dana Scully einen Mann namens Robert Patrick Modell, der sich für einen Rōnin hält und mit einer speziellen Fähigkeit Menschen in den Selbstmord treibt.

## Anmerkung
1. ↑  
Die gleichklingende Alternativschreibung für Rōnin (牢人) bedeutet wörtlich „Gefangener“ bzw. „Häftling“.